# Maurétanie première
Mauritanie première ou première Mauritanie fut le nom donné par Procope à l'État de la province Zaba aux alentours des Aurès et du Ziban, et avait comme capitale Sétif en Algérie.